# Primer sitio de Baiji
El primer sitio de Baiji tuvo lugar en Baiji, Irak, en noviembre de 2014. Acabó con la victoria de las Fuerzas Armadas Iraquíes contra el Estado Islámico (EI) y sus aliados. 
La toma de Baiji causó una bisección de la presencia del EI a lo largo del río Tigris, ya que la ciudad y la refinería de petróleo están ubicadas entre Mosul y Tikrit, que están situadas al norte y al sur de Baiji, respectivamente.

## Ataque a la refinería de petróleo de Baiji
El 18 de junio de 2014, el EI atacó la mayor refinería de petróleo de Irak, en Baiji, con morteros y ametralladoras. Un funcionario dentro de la refinería dijo que los militantes habían capturado el 75 % de las instalaciones, mientras que un portavoz militar afirmó que el ataque había sido repelido, con 40 insurgentes muertos. Mientras tanto, los yihadistas invadieron tres aldeas en la provincia de Saladino, tras unos enfrentamientos que dejaron unos 20 civiles muertos. Además, India denunció que 40 de sus ciudadanos, que se encontraban trabajando para una empresa de construcción turca en Mosul, habían sido secuestrados por militantes. Al mismo tiempo fue ejecutado Rauf Abdel Rahman, el presidente del tribunal durante el juicio de Sadam Huseín y juez que lo condenó a muerte, que había sido capturado por insurgentes dos días antes.
El 19 de junio, las fuerzas gubernamentales aseguraron haber recuperado el control total de la refinería de petróleo de Baiji, tras unos combates en los que murieron 100 militantes. Sin embargo, un testigo iraquí que pasó conduciendo por delante contó a Associated Press que el EI había colgado sus pancartas en torres de vigilancia y habían creado puestos de control alrededor de las instalaciones. Llegada la noche, ambos bandos controlaban partes distintas de la refinería. El mismo día, el EI capturó la Instalación de Armas Químicas de Al Muthanna cerca del lago Tharthar, unos 70 kilómetros al noroeste de Bagdad, en una zona que había estado bien dominada por los rebeldes.
La noche 20 de junio, militares de Estados Unidos comunicaron a ABC News que los 270 soldados iraquíes atrapados en la refinería de petróleo habían sido superados en número y armas. Y con el EI controlando las carreteras desde y hacia Baiji, había pocas posibilidades de llevar suministros a los soldados. Los yihadistas planeaban esperar hasta que las tropas se quedaran sin comida y municiones. El mismo día, el EI aseguró haber capturado la mayor parte del Aeropuerto de Tal Afar. Las fuerzas kurdas, a las que acompañaba un equipo de la BBC, fueron rodeadas por el EI en tres lados en Yalula y más tarde se confirmó que el control del pueblo se había dividido entre kurdos e EI.
El 21 de junio, los insurgentes consiguieron apoderarse por completo de la refinería tras enfrentamientos nocturnos con las fuerzas gubernamentales. Ese mismo día, milicias chiíes iraquíes se manifestaron en todo Irak para mostrar su fuerza. La manifestación más grande fue en Bagdad, en donde participaron miles de miembros de la milicia chií Brigadas del Día Prometido. Además, el EI se enfrentó con militantes suníes aliados en Hauiya, dejando un saldo de 17 muertos.
El 23 de junio, los terroristas capturaron el aeropuerto de Tal Afar y se hicieron con la propia ciudad. Fuentes de las fuerzas de seguridad iraquíes confirmaron por primera vez la pérdida de la refinería de Baiji tras varios días de ataques continuos.
Para entonces, fuentes informaron que una combinación de deserciones, bajas y pérdidas de equipo había paralizado al ejército regular iraquí, forzando al gobierno a depender cada vez más de voluntarios procedentes de milicias chiíes. El gobierno iraquí admitió también que esencialmente habían abandonado la zona norte del país a las fuerzas insurgentes.
El 24 de junio, Siria lanzó sus primeros ataques aéreos en territorio iraquí, tras atacar previamente los pasos fronterizos entre Siria e Irak controlados por el EI. Al día siguiente, Siria lanzó nuevos ataques aéreos, que dejaron un saldo de al menos 50 muertos y 132 heridos, incluyendo civiles, tras alcanzar un edificio municipal, un mercado y un banco en Al Rutba. No quedó claro si entraron soldados sirios en territorio iraquí.
El 25 de junio, fuentes estadounidenses anónimas comunicaron que Irán había establecido un centro de control especial en la base aérea de Al-Rasheed en Bagdad y que estaba volando una "flota pequeña" de drones Ghods Ababil sobre Irak. Además, una unidad de inteligencia de señales iraní había sido desplegada a la base aérea para interceptar comunicaciones electrónicas entre los combatientes y los comandantes del EI. Diez divisiones de tropas iraníes regulares y de la Fuerza Quds se congregaron en la frontera entre Irán e Irak y alrededor de dos docenas de aviones de Irán se estacionaron en el oeste del país.
Para entonces, los combates proseguían en la refinería de Baiji, y el gobierno envió tropas de refuerzo. Los insurgentes también capturaron el campo petrolífero de Ajeel, tras la toma del pueblo cercano de al-Alam, y rodearon por tres lados la gran Base Aérea de Balad, conocida como "Campo Anaconda" bajo la ocupación de Estados Unidos, disparándole con morteros.
La mañana del 26 de junio, los yihadistas ocuparon el pueblo de Mansuriyat al-Yabal, que alberga cuatro campos de gas natural, aunque las fuerzas gubernamentales consiguieron recapturar el pueblo el día siguiente. También recuperaron al-Alam.

### Recaptura de Baiji
El 14 de noviembre, las tribus suníes y las fuerzas iraquíes lograron recuperar la ciudad. La refinería fue escenario de intensos combates, y aviones del Ejército ametrallaron posiciones del EI en torno de las instalaciones al norte de la ciudad. tras ser los terroristas abatidos, la bandera iraquí fue izada. La televisión estatal también informó de la «liberación de Baiji», citando a un alto comandante del Ejército en el lugar, el general Abdul-Wahab al-Saadi. El 27 de ese mes, se produjeron cruentas luchas entre soldados iraquíes y miembros del EI, que dejaron un saldo de 12 terroristas muertos.